# Casa Parreira Machado
La Casa Parreira Machado es un edificio histórico de la ciudad de Porto Alegre, Brasil. Fue construido a inicios del siglo XX y fue declarado como patrimonio histórico de la ciudad el 20 de abril de 1990.
Es considerada un símbolo de la arquitectura residencial de la élite económica y social porto alegrense de su época. Es de estilo ecléctico y fue construida en 1916 como residencia de la familia Parreira Machado quienes vivieron en ella hasta 1935. Actualmente es la sede de la Fundação de Economia e Estatística Siegfried Emanuel Heuser del gobierno estadual de Río Grande del Sur.